# Europapa
Singles de Joost Klein
Droom groot
(2023)
Chansons représentant les Pays-Bas au Concours Eurovision de la chanson
Burning Daylight de Mia Nicolai et Dion Cooper
(2023)
Europapa est une chanson du chanteur néerlandais  Joost Klein. Elle  a été sélectionnée pour représenter les Pays-Bas au Concours Eurovision de la chanson 2024 à Malmö mais n'a finalement pas été interprétée lors de la grande finale de la manifestation, du fait de la disqualification des Pays-Bas.

## Contexte et composition
La chanson est composée par Paul Elstak, Teun de Kruif, Thijmen Melissant et Dylan van Dael et les paroles sont écrites par Joost Klein, Donny Ellerström et Tim Haars. Dans des interviews, Joost Klein déclare que « la chanson est une ode à l'Europe » et une lettre à son défunt père, qui lui a appris que « le monde n'a pas de frontières »,. Il déclare également que le style de la chanson s'inspire de 2 Unlimited et Vengaboys et est un mélange entre le « genre typique de l'Eurovision » et le gabber.
Joost Klein et sa chanson sont sélectionnés en interne par le diffuseur néerlandais AVROTROS. La chanson a été choisie parmi plus de 600 soumissions et elle est révélée le 29 février 2024 lors d'une émission spéciale présentée par Arjen Lubach,. Le 1er mars 2024, aux Pays-Bas la chanson a brisé le record du titre le plus écouté sur Spotify en 24 heures, avec 1,21 million de streams.
La chanson a été interprétée en direct pour la première fois au Poppodium 013 le 14 mars 2024.

## Eurovision

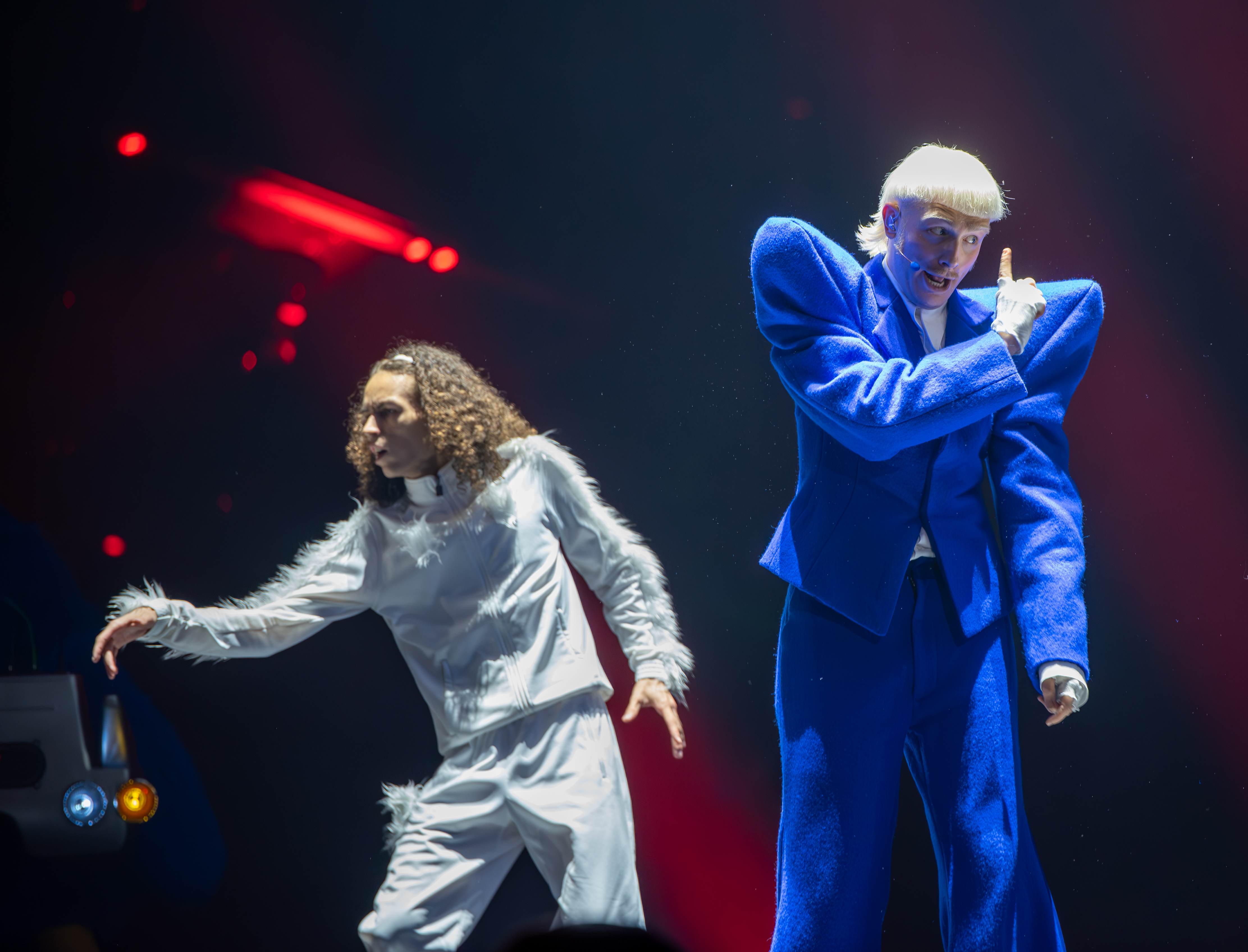
Joost Klein, demi-finales, Eurovision 2024.

À l'Eurovision, les Pays-Bas se produisent lors de la seconde moitié de la deuxième demi-finale le 9 mai 2024 à laquelle votent l'Espagne, la France et l'Italie ainsi que « le reste du monde ». La chanson est qualifiée pour la finale du 11 mai.
Cependant, lors de la première répétition générale du 10 mai, le chanteur est absent. Les organisateurs ont alors annoncé qu'une enquête était en cours au sujet d'un incident concernant l'artiste néerlandais. Ce dernier n'était pas présent non plus pour la représentation pour le jury, sa performance en direct ayant été remplacée par un enregistrement. Enfin, il a finalement été annoncé que les Pays-Bas étaient disqualifiés de l'édition 2024 de l'Eurovision, du fait de menaces qu'aurait proféré leur représentant envers une employée de l'équipe de production. La compagnie audiovisuelle publique néerlandais AVROTROS a émis un communiqué disant qu'« Un incident s'est produit après la représentation de jeudi dernier. Au contraire de ce qui avait été convenu, Joost a été filmé à sa sortie de scène et alors qu'il devait se précipiter dans la "green room". Joost a alors répété à plusieurs reprises qu'il refusait d'être filmé. Sa demande n'a pas été respectée, ce qui l'a conduit à adresser un geste menaçant en direction de la caméra. Joost n'a pas touché la cadreuse. Cet incident a été signalé et a donné lieu à une enquête de l'UER  et de la police. Hier et aujourd'hui, nous avons longuement consulté l'UER et proposé plusieurs solutions. Néanmoins, l'UER a décidé de disqualifier Joost Klein. AVROTROS estime que la sanction est lourde et disproportionnée. Nous soutenons la civilité — qu'il n'y ait pas de malentendu sur ce point — mais il est de notre avis que la mesure d'exclusion n'est pas proportionnée à la nature de incident. Nous sommes très déçus et bouleversés pour les millions de fans qui attendaient cette soirée avec impatience. Ce que Joost a apporté aux Pays-Bas et à l'Europe n'aurait pas dû se terminer de cette manière. »
L'événement a fait réagir le public, provoquant des huées lorsque le superviseur exécutif de la manifestation a distribué les points des Pays-bas à la place du porte-parole néerlandais. Avec 2,57 millions d'écoutes le dimanche soir qui a suivi la finale, Europapa a fortement progressé dans le classement de la plate-forme Spotify. L'émission satirique Even tot hier a diffusé un sketch qui fait le récit de l'exclusion de Joost Klein mais remplace le refrain Europapa par les mots Pleur op dag dag (fous le camp et salut).

## Classements hebdomadaires
| Classement (2024)                          | Meilleure position |
| ------------------------------------------ | ------------------ |
| Allemagne (GfK Entertainment)              | 13                 |
| Autriche (Ö3 Austria Top 40)               | 5                  |
| Belgique (Flandre Ultratop 50 Singles)     | 1                  |
| Belgique (Wallonie Ultratop 50 Singles)    | 31                 |
| Croatie (Billboard)                        | 3                  |
| Danemark (Tracklisten)                     | 36                 |
| Espagne (PROMUSICAE)                       | 60                 |
| États-Unis (Dance/Electronic Songs (en))   | 14                 |
| États-Unis (World Digital Song Sales (en)) | 2                  |
| Finlande (Suomen virallinen lista)         | 2                  |
| Global 200 (Billboard)                     | 51                 |
| Global Excl. US (Billboard)                | 24                 |
| Grèce (IFPI Grèce)                         | 6                  |
| Irlande (Irish Singles Chart)              | 22                 |
| Islande (Plötutíðindi)                     | 6                  |
| Lituanie (Agata)                           | 1                  |
| Luxembourg (Billboard)                     | 7                  |
| Norvège (VG-lista)                         | 17                 |
| Nouvelle-Zélande (RMNZ Hot Singles)        | 17                 |
| Pays-Bas (Nederlandse Top 40)              | 1                  |
| Pays-Bas (Single Top 100)                  | 1                  |
| Pays-Bas (Airplay Top 50)                  | 9                  |
| Pologne (Streaming Top 100)                | 27                 |
| Pologne (Billboard)                        | 13                 |
| Portugal (AFP)                             | 79                 |
| Royaume-Uni (UK Singles Chart)             | 37                 |
| Royaume-Uni (UK Dance Chart)               | 10                 |
| Royaume-Uni (UK Indie Chart)               | 6                  |
| Slovaquie (IFPI Singles Digital)           | 43                 |
| Suède (Sverigetopplistan)                  | 4                  |
| Suisse (Schweizer Hitparade)               | 12                 |
| Tchéquie (IFPI Singles Digital)            | 33                 |